# NGC 3331
NGC 3331 is een balkspiraalstelsel in het sterrenbeeld Waterslang. Het hemelobject werd in 1886 ontdekt door de Amerikaanse astronoom Frank Muller.

## Synoniemen
- ESO 501-72
- MCG -4-25-56
- AM 1037-233
- IRAS10377-2333
- PGC 31743